# Сумерки (фильм, 1998)
«Сумерки» (англ. Twilight, 1998) — американский фильм-триллер Роберта Бентона в стиле неонуар.

## Сюжет
Фильм начинается с сюжета, произошедшего два года назад, когда частный сыщик Гарри Росс расследовал дело о возвращении сбежавшей семнадцатилетней Мел Эймс домой. Тогда сыщик нашёл девушку вместе с её парнем, но в завязавшейся борьбе ему случайно прострелили бедро.
В настоящее время бывший сыщик живёт вместе со старыми Эймсами, постепенно спиваясь. Однажды Джэк Эймс, умирающий от рака, просит Гарри доставить один пакет. И вот здесь сюжет приобретает черты нуара, выплескивая историю двадцатилетней давности о странном исчезновении бывшего мужа Кэтрин...

## В ролях
- Пол Ньюман — Гарри Росс
- Сьюзен Сарандон — Кэтрин Эймс
- Джин Хэкмен — Джэк Эймс
- Риз Уизерспун — Мел Эймс
- Стокард Чэннинг — лейтенант Верна Холландер
- Джеймс Гарнер — Реймонд Хоуп
- Джанкарло Эспозито — Рубен Эскобар
- Лев Шрайбер —  Джефф Уиллис
- Марго Мартиндейл — Глория Ламар
- Джон Спенсер — капитан Фил Эйган
- Майкл Эммет Уолш — Лестер Айвар
- Эйприл Грейс — стенографистка в полиции
- Клинт Ховард — бригада скорой помощи (камео)
- Джейсон Кларк — молодой полицейский

## Съёмочная группа и производство
- Режиссёр: Роберт Бентон
- Продюсеры: Арлин Донован, Скотт Рудин
- Сценарист: Роберт Бентон, Ричард Руссо
- Оператор: Пётр Собочинский
- Композитор: Элмер Бернстайн

Производство и прокат кинокомпании «Paramount Pictures» (США).